# 托尔什缅斯科耶市镇
托尔什缅斯科耶市镇（俄语：Муниципальное образование «Толшменское»）是俄罗斯联邦沃洛格达州托季马区所属的一个市镇。其下辖有48个居民点，行政中心为尼科利斯科耶。据2015年统计，该市镇的人口为1513人。